# Pregontoño
Pregontoño en galicien, ou Preguntoño en espagnol, est une localité de la parroquia de Burres dans le municipio de Arzúa, comarque de Arzúa, province de La Corogne, communauté autonome de Galice, au nord-ouest de l'Espagne.
Cette localité est traversée par le Camino francés du Pèlerinage de Saint-Jacques-de-Compostelle.

## Patrimoine et culture

### Pèlerinage de Compostelle
Par le Camino francés du Pèlerinage de Saint-Jacques-de-Compostelle, le chemin vient du hameau d'As Barrosas dans le municipio d'Arzúa.
La prochaine halte est le hameau de Cortobe, dans le même municipio d'Arzúa.